# لوبیای درختی (سرده)
لوبیای درختی، سسبان (نام علمی: Sesbania) نام یک سرده از زیرخانواده باقالی‌ها است. گل‌های این گیاه و بهصورت گروهی و خوشه ای است. میوه آن کوچک استوانه ای می‌باشد. تخم آن بهاندازه تخم شنبلیله و رنگ آن زرد تیره است. این درخت در جنوب آفریقا، آسیا و در شمال استرالیا و در ایرانانتشار دارد، در ایران در جنوب کشور، و در جزیرهٔ بحرین می‌روید، در اندونزی این گیاه به عنوان گیاه دارویی کاشته می‌شود.

## خواص لوبیای درختی
برگ و تخم و پوست و ریشه این درخت مفید است و می‌توانید برای درمان‌های مختلفی استفاده شود. اگر بزرگسالان ۸ گرم از شیرهٔ برگ تازه را بخورند، در مورد کودکان خشک آن را بکوبند و در آب حل کنند و بخورانند، انگل را نابود می‌کند همچنین برگ خشک آن را بکوبید و با نمک و آب مخلوط کرده بخورید. برای تسکین سرفهٔ توأم با اخلاط خونی از ریه مفید است. اگر تخم این گیاه را بکوبید و بخورید. برای بند آوردن اسهال و قطع ترشحات مفرط عادت ماهیانه مفید است و پوست درخت این گیاه قابض است و اسهال را بند می‌آورد همچنین آب جوشانده ریشهٔ این گیاه را بنوشید. برای درمان ناراحتی‌های زنانگی مفید است.